# C/2009 R1 (Макнота)
C/2009 R1 — долгопериодическая комета, один из более чем 40 объектов, известных под названием кометы Макнота, открытая британско-австралийским астрономом Робертом Макнотом 9 сентября 2009 года с использованием телескопа Шмидта в Уппсале и обсерватории Сайдинг-Спринг в Новом Южном Уэльсе в Австралии. Это открытие также подтвердил в тот же день оптический телескоп на Тенерифе. После открытия первые фотографии кометы были сделаны 20 июля, 1 августа и 18 августа 2009 года. Предполагается, что она покинет Солнечную систему навсегда.

## Наблюдение
В начале июня в 2010 году C/2009 R1 стала видима в бинокль. 8 июня комету стало можно наблюдать невооружённым глазом в тёмное время суток с небольшим световым загрязнением. Ожидается, что в середине или в конце июня вырастет яркость кометы, и её станет проще наблюдать невооружённым глазом, находящейся в этот момент между созвездиями Возничий и Близнецами.